# John Paul Reynolds
John Paul Reynolds né le 5 août 1991 est un acteur et écrivain américain. Il est connu pour son rôle principal dans la série Search Party et son rôle récurrent dans Stranger Things.